# Scott Schebler
Scott Anthony Schebler (né le 6 octobre 1990 à Cedar Rapids, Iowa, États-Unis) est un joueur de champ extérieur de la Ligue majeure de baseball.

## Carrière

### Dodgers de Los Angeles
Scott Schebler est repêché au 26e tour de sélection par les Dodgers de Los Angeles en 2010. Dans les ligues mineures, il démontre une certaine puissance au bâton avec des saisons de 27 et 28 circuits en 2013 et 2014, respectivement, mais est fréquemment retiré sur des prises.
Schebler fait ses débuts dans le baseball majeur avec les Dodgers le 5 juin 2015 face aux Cardinals de Saint-Louis et, dès son premier passage au bâton, réussit aux dépens du lanceur Carlos Martínez son premier coup sûr. En 19 matchs joués pour les Dodgers, il frappe pour ,250 de moyenne au bâton avec trois circuits, quatre points produits, deux buts volés et six points marqués. Il frappe son premier circuit dans les majeures le 4 septembre 2015 aux dépens du lanceur James Shields des Padres de San Diego.

### Reds de Cincinnati
Schebler passe des Dodgers aux Reds de Cincinnati le 16 décembre 2015 dans l'échange à 3 clubs impliquant qui permet aux White Sox de Chicago d'acquérir Todd Frazier.